# 廣州回民飯店

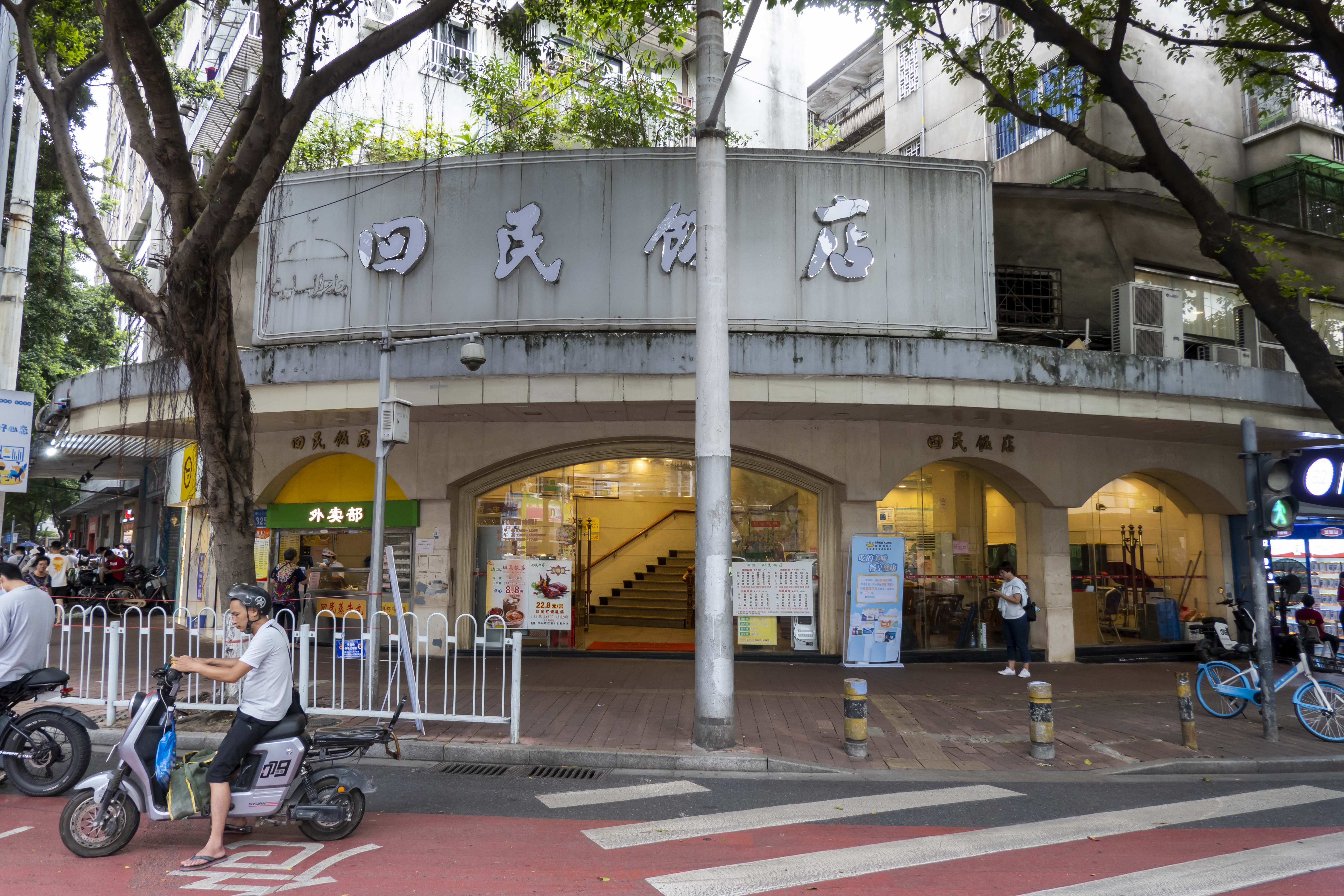
广州回民饭店

廣州市回民飯店，或廣州回民飯店，是廣州市一家開店接近60年的清真飯店。店址位於中山六路。是廣州市目前最早的一家为伊斯蘭教教徒服务的飯店。

## 歷史
1956年5月11日，為照顧廣州市以及全國的穆斯林以及回族等少數民族，前身為清真食堂的回民飯店於該日開張營業，時廣州市市長孫樂宜、越秀區副區長馬景廉負責剪綵。經營範圍以清真食品為主。當中的廚師主要以高升茶樓、回族鳳城燒臘店、清真德記燒臘為主。
1959年8月，原店店址的樓房被評為三級危樓，飯店被迫遷至中山五路與占無閣茶樓（原華北飯店）合併，並改名為“回民飯店”。同時接收了中山五路薩唐記（原西關著名食店）二支店。
1964年4月11日，遷徙至北京路今聚寶海鮮酒家繼續營業，並接收回民冰室。
1975年10月12日，飯店遷至中山六路325號（現址）營業。
1993年4月，由香港方面投資700萬元港幣進行全面裝修改造。
1994年1月28日（重新）開業，並改名為廣州市五羊回民飯店，成為全廣州市第一家穗港合資經營的清真飯店。
2000年5月31日，穗港合作終止，飯店終止營業。同年7月2日，原廣州市副市長王守初出於壓力，要求回民飯店於10月1日前重新裝修改造並恢復營業。9月26日回民飯店復業。經過裝修後的回民飯店，擁有明顯的伊斯蘭教風格、中東風格。設有9個包間以及1個回民大廳，350個座位。經營“三茶兩飯”（三茶：早茶、下午茶、夜茶，兩飯：午飯、晚飯），實施層級管理。

## 特色
與其他清真食肆不同，回民飯店經營粵式清真菜。飯市更分為主食類以及菜類兩大類，有別於廣州市內的其他飯店。同時也是廣州市最早的清真飯店。